# ウルス祭り
ウルス祭り（ウルスまつり、ウルス祭、ウルスさい、Urs Fastival、ヒンディー語：उरूस उत्सव、タミル語：உரூஸ் திருவிழா）とは、インドのラージャスターン州アジュメールで行われ、主にスーフィズム聖人であるムイーヌディーン・チシュティー（スーフィー教の創始者）の死を祝う祭典である 。この祭典は6日間の間に開催し、一晩中、ジクルやカッワーリーが歌唱される。この祭典は、7月のヒジュラ暦（イスラム暦）に行われる。 数千万人以上の海外やインドの巡礼者がこの祭典に集まる。

## 祭典の内容
この祭典はスーフィズムの自我の滅却の修行または信仰への献身として、スーフィーを名乗る人物が自分自身の身体を傷つけるのがこの祭典の一つである。6日のウルス祭りはとても縁起がよいとされている。これは、「チャティ・シャリーフ」と呼ばれる。チャティ・シャリーフはラジャブ（7月）の6日の午前10時から午前11時00分間に開催される。午後1時30分のマザーリシャリーフや教会の敷地内で特にシジュラやチシュティー教に関連する人物は、ムイーヌディーン・チシュティーの義務に守られたカディムを読み、次にファリヤド（祈り）を捧げる。